# Filmographie de l'altermondialisme
La filmographie de l'altermondialisme regroupe des films et des documentaires concernant l'altermondialisme, comme sujet ou comme support de ressources critiques. 

## Fictions
- L'An 01 (1973) adaptation d'une BD écologique et utopiste, par Jacques Doillon, Gébé, Alain Resnais
- Bataille à Seattle (2008) : Fiction basée sur les manifestations lors de la réunion l'OMC.
- La Belle Verte, de Coline Serreau, 1996 - fable écologiste utopiste.
- Bread and Roses de Ken Loach, 2000 - entre autres sur les conditions de travail des immigrés aux États-Unis, le travail et la syndicalisation.
- La Comédie du travail, de Luc Moullet, 1987
- Le Couperet, de Costa-Gavras
- Diaz : un crime d'État de Daniele Vicari, 2012 - sur la répression des manifestations altermondialistes contre le G8 de Gènes en 2001 .
- Maria, pleine de grâce (María, llena eres de gracia) est un film colombien sorti en 2004 évoquant le problème des mules lors du trafic de stupéfiants.
- Michael Moore :
  - Roger et moi
  - The Big One
  - Capitalism : A Love Story
- Mille milliards de dollars, d'Henri Verneuil - regard sur les agissements d'une multinationale, bien avant que l'on ne parle d'altermondialisme.[réf. nécessaire]
- The Navigators, de Ken Loach  2001 - un groupe de cheminots, après la privatisation du chemin de fer au Royaume-Uni.
- Violence des échanges en milieu tempéré, de Jean-Marc Moutout, 2004.
- It's a Free World! de Ken Loach, 2007.
- 99 francs dénonce la publicité.

## Documentaires
- The revolution will not be televised
- 27 Femmes de ménage contre une multinationale : femmes de ménage travaillant pour Arcade, sous-traitant de la chaîne d'hôtellerie du groupe Accor réclament les mêmes droits que les employés d'Accor. 2002. Visionner le film
- L'Affaire Clearstream racontée à un ouvrier de chez Daewoo, par Denis Robert.
- L'Altermondialisation entre idées reçues et réalités : de et avec Gustave Massiah, conférence filmée en 2006, Vidéo en ligne
- Ananas connection (pineapple) d'Amos Gitaï, 1984 sur les pratiques d'une multinationale.
- Attention danger travail, de Pierre Carles, 2003, 1 h 22 min. Des salariés et des chômeurs s'expriment sur les phénomènes liés au travail dans la société française.
- L'Autre mondialisation, de François Christophe, France 1999, 60 min.
- Banques : votre argent les intéresse (2006), montre les pratiques les plus controversées des banques. Il a reçu un accueil plutôt favorable des critiques.
- Bella Ciao, reportage sur les émeutes anti-capitalistes contre le Sommet du G8 2001 à Gênes. En italien.
- De la servitude moderne : montre la condition d’esclave de l’homme moderne dans le système totalitaire marchand, 2009. Film distribué gratuitement.
- Le Bien commun, l’Assaut final, de Carole Poliquin. 63 min. 2002. des enjeux comme l'eau, la santé, les semences, médicaments génériques - bien commun ou marchandise, dans la mondialisation.
- Big Mac, Small World (2000) MacDo et mondialisation, entretien avec 6 travailleurs de différents continents.
- McLibel, 2005, Ken Loach
- La carotte et le bâton de Stéphane Arnoux : En France, la culture, l'éducation, la recherche et la santé, face à la privatisation et la mondialisation. K-Films éditions, 2005.
- Le Cartable de Big Brother, Francis Gillery, 1999, sur la privatisation (via l'introduction des TICE) de l'éducation en France et dans le monde.
- Le Cauchemar de Darwin, (2004) de Hubert Sauper, reportage en Afrique sur la pêche d'un poisson destiné à l'exportation dans les pays occidentaux.
- Le chômage a une histoire (Une histoire du chômage en France de 1967 à 2001), de Gilles Balbastre
- Chomsky et Cie de Olivier Azam et Daniel Mermet (2008). Suivi de Chomsky et le Pouvoir (2009).
- The Corporation : "Les Multinationales, la recherche pathologique du profit et du pouvoir". De Jennifer Abbott et Mark Achbar, 2004.
- Culture in Decline, de Peter Joseph, (2012), série de petits documentaires[1] qui abordent de manière satirique plusieurs phénomènes culturels récents que la société considère comme acquis (Visionner la série).
- Davos, Porto Alegre et Autres Batailles de Vincent Glenn, coécrit avec Christopher Yggdre, 91 min  France, 2002.
- Desde abajo de Fabrice Groussin et David Sergent, une rencontre avec des chômeurs argentins (piqueteros) qui luttent pour se construire un autre futur que celui, vide, auquel des années de libéralisme économique les condamnaient. 45 minutes. 2010
- Djourou, une corde à ton cou d'Olivier Zuchuat France/Mali sur la dette du Mali (djourou veut dire dette et corde au cou en bambara) 2004, 104 min. site officiel
- L'Eldorado de plastique, d'Arlette Girardot et Philippe Baque, Espagne 2001 55 min. les revers de la production de légumes hors saison, impact sur les conditions de travail, l'environnement
- L'encerclement de Richard Brouillette. L'idéologie derrière la crise économique mondiale avec Noam Chomsky, Ignacio Ramonet, Norman Baillargeon, Susan George (2008) 160 min.
- Enron: The Smartest Guys in the Room, 2005, par Alex Gibney, sur la faillite d'Enron, ses conséquences sociales, la dérégulation des transactions des marchés de l'énergie : électricité et gaz, (disponible avec sous-titre en français)
- Future by Design, de William Gazecki (2006), (visionner le film) - décrit la vie et le travail de  Jacque Fresco
- Génération Seattle, reportage d'Élisabeth Burdot et Carol Gilet, RTBF, décembre 2001.
- Genèse d'un repas de Luc Moullet sur la production des œufs, des bananes et des boites de thon, 1978.
- La Guerre de la pêche, de Dominique Martin Ferrari, pêche artisanale ou industrielle, les enjeux. 52 min, 1998.
- L'Histoire des choses (The Story of Stuff), au sujet du cycle de vie des produits de consommation. 2007.
- L'Île aux fleurs (Ilha das flores), court-métrage de Jorge Furtado, 1989.
- Les Insurgés de la Terre de Philippe Borrel (2010), film d'écologie sociale tourné en France, aux États-Unis, et en Allemagne, 54 min.
- Life and Debt de Stephanie Black, au sujet de la Jamaïque, l'impact des mesures du FMI, 2001.
- L'Urgence de ralentir, film documentaire français réalisé en 2014 par Philippe Borrel, d'après une idée originale de Noël Mamère, tourné en France, en Italie, aux États-Unis, en Équateur et en Inde, 84 min.
- Main basse sur les gènes, de Karl Parent et Louise Vendelac, Canada, sur les OGM et les enjeux dans la mondialisation. 1999.
- Chomsky, les médias et les illusions nécessaires de Peter Wintonick et  Mark Achbar (1992).
- Mémoire d'un saccage (Memoria Del Saqueo) de Pino Solanas sur les mécanismes économiques et l'application des mesures du FMI en Argentine, 2003.
- Le Monde selon Monsanto de Marie-Monique Robin, sur l'une des entreprises les plus controversées de l'histoire contemporaine (France, 2007, 1 h 48 min).
- Mondovino, de Jonathan Nossiter. Comment est produit le vin dans le monde. Les marchés, les gros et les petits producteurs, et les logiques qui les sous-tendent. 2004.
- Ne vivons plus comme des esclaves, de Yannis Youlountas. Résistances et multiplications des alternatives en Grèce. 2013.
- Nos enfants nous accuseront, de Jean-Paul Jaud. 2008.
- Ouvrières du monde, de Marie-France Collard, sur les ouvrières du secteur textile en Belgique et en Asie du Sud-Est, à la lumière des délocalisations des multinationales. 2000.
- Pas assez de volume ! (Notes sur l'OMC), de Vincent Glenn. film-enquête sur le fonctionnement de l'OMC, 2003.
- Pour un autre monde, un film de Pierre Hodgson et Marie Cuisset, coproduction France 3 et Ex nihilo - 2001
- Le Profit et rien d’autre, de Raoul Peck France 2000, 57 min (Arte avril 2001)
- The Fourth World War, (La Quatrième Guerre mondiale), de Richard Rowley et Jacqueline Soohen (2003) (big noise tactical). Reportage militant sur la globalisation avec des textes des zapatistes en partie financé par la Fondation Rockefeller (voir le générique de fin).
- Recuperada, de Julie Lastmann sur les Usines occupées en Argentine, Libération Films 2004[2].
- RiP! : A remix manifesto (2008) de Brett Gaylor. Sur le système des droits d'auteurs confronté à la culture internet et aux mashups musicaux.
- Sans Valeur Marchande, de Doris Buttignol et Samuel Sagon - France, 2005, 59 min. Au sujet d'une action d'occupation créative, à Valence (France) en septembre 2003, interpellant sur les négociations de l'OMC à Cancun[3].
- Le Sacrifice, de  Emanuela Andreoli et Wladimir Tchertkoff (sur le nucléaire : les liquidateurs de Tchernobyl) 2003
- Salvador Allende, film chilien de Patricio Guzmán, sorti en 2004.
- Nadie se fue de Collectif sur-le-champ, sur la façon dont se sont organisés des Argentins après la crise de 2001 (entreprises récupérées, assemblées populaires etc.)
- Soif, de Alan Snitow et Deborah Kaufman USA, sur l'eau, patrimoine mondial ou privatisation. 2004, 60 min
- Solutions locales pour un désordre global, de Coline Serreau, présente des alternatives respectueuses de l'environnement aux procédés agricoles actuels, 2010
- Super Size Me, de Morgan Spurlock sur Mac Donald et ses effets néfastes pour la santé, 2004
- Surplus d'Éric Gandini et Adbusters, 2003.
- Taking Down Fences: Imagining an Alternative Global Economic Crisis and Responding to Current Crises, avec Walden Bello, Naomi Klein et Susan George. (réalisation?) Woods Hole  -Z Video Productions, 2002. VHS 60 min.
- The Take (film, 2004), de Naomi Klein, 2004.
- Turbulences (24 heures dans le marché global), de Carole Poliquin sur les mécanismes économiques, 58 min. 1997.
- Un autre monde est possible de Keny Arkana, 2006.
- Un monde à vendre, de Bertram Verhaag et Gabriele Kröber (2002) sur Vandana Shiva et ses luttes.
- Volem rien foutre al païs de Pierre Carles, 2007.
- We Feed the World de Erwin wagenhofer, 2007.
- Les Yes Men refont le monde, documentaire racontant la conception et réalisation par les Yes Men de plusieurs canulars, 2009.
- Zeitgeist: The Movie de Peter Joseph, 2007 - Le sujet central est de dénoncer la création de mythes et leur exploitation par une minorité dominante pour contrôler les peuples.
- Zeitgeist: Addendum de Peter Joseph, 2008, se concentre sur les thématiques de la corruption sociale, et propose un certain nombre de solutions possibles à ces problématiques (Visionner le film).
- Zeitgeist: Moving Forward de Peter Joseph, 2011, présente des arguments en faveur d'une transition qui déboucherait sur l'abandon de l'actuel paradigme socio-économique qui gouverne toutes les sociétés du monde.

### Documentaires sociologiques
- Le Champ journalistique, de Gilles l'Hôte, avec Pierre Bourdieu, 1996, 52 min. Un plan fixe d'une heure sur Pierre Bourdieu, expliquant comment fonctionnent les médias.
- Les Enfants du Borinage, lettre à Henri Storck (1999). Sur la misère actuelle des anciennes régions charbonnières, en Belgique. De Patric Jean.
- La sociologie est un sport de combat de Pierre Carles sur Pierre Bourdieu, 2001. Le travail de Pierre Bourdieu au quotidien.
- Sur la télévision, de Gilles l'Hôte, avec Pierre Bourdieu, 1996, 52 min. Un plan fixe d'une heure de Pierre Bourdieu, expliquant l'importance de la télévision et ses travers dans le paysage médiatique.

## Reportages photographiques
- La Mine d'or de Serra Pelada, Exodes de Sebastião Salgado, 1994.

## Web TV
- Mr Mondialisation, épisodes réalisés entre 2010 et 2012